# 什切德羅島
什切德羅島是克羅地亞的島嶼，位於赫瓦爾島南部2.7公里的亞得里亞海，由斯普利特-達爾馬提亞縣負責管轄，長6公里，面積2.5平方公里，海岸線長度8.36公里，最高點海拔高度113米，島上無人居住。